# Pseudobathystomus funestus
Pseudobathystomus funestus är en stekelart som först beskrevs av Alexander Henry Haliday 1836.  Pseudobathystomus funestus ingår i släktet Pseudobathystomus och familjen bracksteklar. Arten är reproducerande i Sverige. Utöver nominatformen finns också underarten P. f. schmiedeknechti.